# Скарби республіки
«Скарби республіки» (рос. «Сокровища республики») — радянський історико-пригодницький телевізійний фільм 1964 року, знятий режисером Іваном Правовим на кіностудії «Мосфільм» і на Творчому об'єднанні «Екран».

## Сюжет
Історико-пригодницький телевізійний фільм. За мотивами оповідань Юрія Германа. Про радянських чекістів, які в перші роки Радянської влади запобігли вивезенню за кордон художніх полотен старих майстрів. Керував операцією особисто Ф. Е. Дзержинський.

## У ролях
- Юльєн Балмусов — Ф. Е. Дзержинський
- Борис Савченко — Василь Свєшников, молодий чекіст, колишній студент
- Іван Переверзєв — Іван Федорович Веретілін, комісар-чекіст
- Андрій Абрикосов — Аркадій Симбірцев, контрреволюціонер і спекулянт
- Михайло Названов — Віктор Антонович Лебедєв, професор живопису
- Ольга Красіна — Маргарита
- Світлана Коновалова — мати Свєшникова
- Герман Качин — Осокін, "Шістка" спекулянта Симбірцева
- Фелікс Яворський — Євген Миколайович Єгоршин, художник
- Рональд Гравіс — Женька, Євген Андронов
- Микола Абрашин — Биков, комісар на прикордонній станції
- Іван Косих — Швирьов, чекіст
- Лідія Старокольцева — Зося
- Олена Муратова — спільниця Симбірцева
- Петро Любешкін — дядько Семен, швець
- Олександр Дегтяр — чекіст
- Віктор Маркін — чекіст
- Петро Рєпнін — епізод
- Віктор Файнлейб — чекіст
- Аркадій Цинман — Фішер, іноземний дипломат
- Ервін Кнаусмюллер — іноземний дипломат
- Олексій Добронравов — Куроєдов, митний інспектор
- Ніна Крачковська — медсестра
- Євген Харитонов — червоноармієць

## Знімальна група
- Режисер — Іван Правов
- Сценарист — Олексій Леонтьєв
- Оператор — Петро Терпсихоров
- Композитор — Вано Мураделі
- Художник — Василь Голіков